# Front Ludowy (Ukraina)

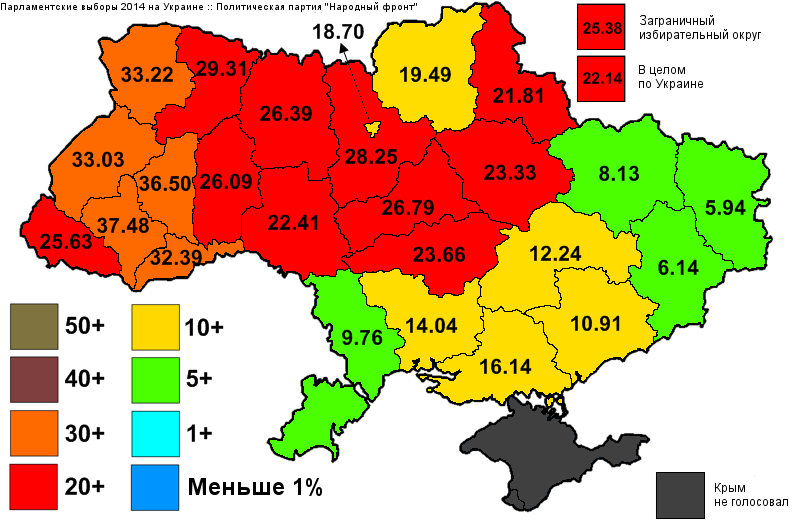
Poparcie w wyborach parlamentarnych w 2014 – wyniki w obwodach

Front Ludowy (ukr. Народний фронт, NF) – ukraińska partia polityczna o profilu liberalno-demokratycznym i proeuropejskim oraz nacjonalistycznym.

## Historia
Front Ludowy został zarejestrowany 31 marca 2014, jednak nie wykazywał jakiejkolwiek aktywności. W międzyczasie na tle przygotowań do przedterminowych wyborów parlamentarnych na Ukrainie doszło do rozłamu w ramach Batkiwszczyny, w wyniku czego ugrupowanie to opuścili m.in. premier Arsenij Jaceniuk, przewodniczący Rady Najwyższej Ołeksandr Turczynow, minister spraw wewnętrznych Arsen Awakow i komendant Euromajdanu Andrij Parubij. 10 września 2014 Front Narodowy przeprowadził swój pierwszy kongres, wybierając premiera na swojego przewodniczącego, a spikerowi parlamentu powierzając kierownictwo partyjnej centrali.
Front Ludowy w swojej strukturze powołał tzw. radę wojskową, w skład której weszła m.in. grupa komendantów batalionów działających w ramach Specjalnych Pododdziałów Ochrony Porządku Publicznego na Ukrainie. Ugrupowanie zaczęło stopniowo przejmować struktury i członków Batkiwszczyny. Wyborczą listę NF otworzył Arsenij Jaceniuk, za nim znaleźli się aktywistka społeczna i dziennikarka śledcza Tetiana Czornowoł, Ołeksandr Turczynow, Andrij Parubij, dowódca batalionu „Myrotworeć”, Arsen Awakow, dziennikarka telewizyjna Wiktorija Siumar, były wicepremier Wjaczesław Kyryłenko, posłanka Lilija Hrynewycz oraz dowódca batalionu „Dnipro-1” Jurij Bereza.
Ostatecznie w głosowaniu z 26 października 2014 Front Ludowy otrzymał blisko 3,5 miliona głosów (22,14%), zajmując pierwsze miejsce wśród komitetów wyborczych i wyprzedzając nieznacznie Blok Petra Poroszenki. Przełożyło się to na 64 mandaty poselskie z listy krajowej, ponadto 18 kandydatów NF zwyciężyło w okręgach jednomandatowych, zwiększając łączną liczbę deputowanych frontu do 82 osób. Partia dołączyła do koalicji rządowej współtworzącej powołany po wyborach gabinet Arsenija Jaceniuka. Poparcie dla niej stopniowo spadało (w lipcu 2015 w badaniach opinii publicznej wynosiło poniżej 2%).
W 2016 Front Ludowy współtworzył nowy rząd, na czele którego stanął Wołodymyr Hrojsman z Bloku Petra Poroszenki. Ugrupowanie nie brało pod swoim szyldem udziału w wyborach w 2019.